# Tesh Sidi

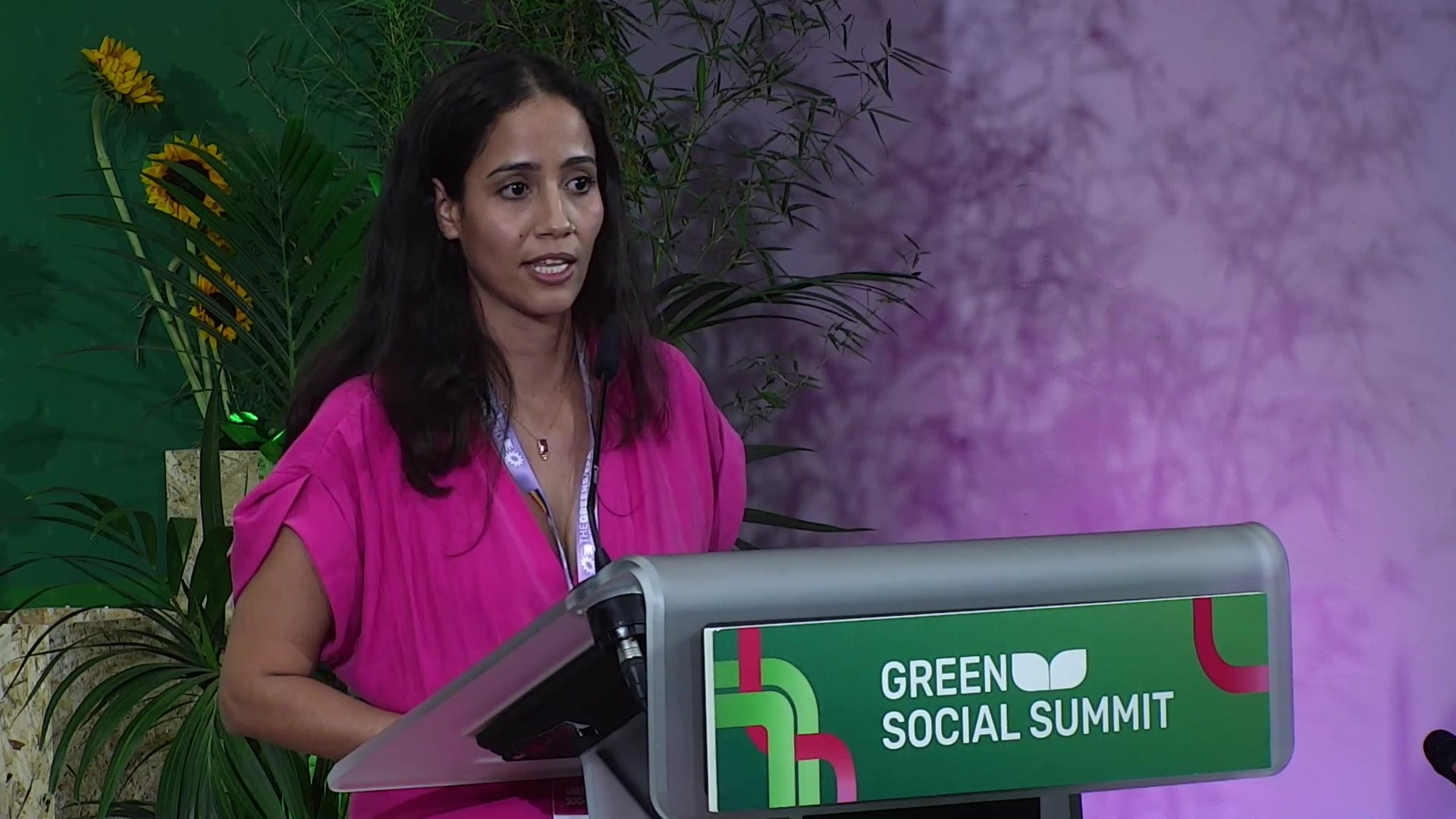
Tesh Sidi auf dem Green Social Summit 2023 in Madrid

Tesh Sidi (arabisch تسلم سيدي), eigentlich Teslem Andala Ubbi (تسلم عند الله أبي; geboren am 30. Mai 1994), ist eine sahrauisch-spanische Computerspezialistin und Politikerin. Sie war Aktivistin für die Unabhängigkeit der Demokratischen Arabischen Republik Sahara (Westsahara) und wurde als Nummer drei auf der Liste des linksgerichteten Wahlbündnisses Sumar für Madrid in den spanischen Abgeordnetenkongress (Congreso de los Diputados) gewählt. Sie wurde von der Regionalpartei Más Madrid nominiert, mit der sie zuvor bereits versucht hatte, bei den Regionalwahlen 2023 für das Asamblea de Madrid zu kandidieren.

## Biografie
Tesh Sidi wurde am 30. Mai 1994 gemeinsam mit einem Zwillingsbruder als jüngste Tochter traditioneller saharauischer und muslimischer Eltern in den Flüchtlingslagern ihres Volkes in Tindūf in Algerien geboren und wuchs zwischen ihrem vierten und siebten Lebensjahr bei ihrer Großmutter in Mauretanien in einer beduinischen Lebensweise auf. Mit sieben Jahren kehrte sie zusammen mit ihren Eltern und insgesamt sieben Geschwistern nach Tindūf zurück und lebte dort in sehr armen Verhältnissen. Als sie 8 Jahre alt war, kam sie mit dem Programm Vacaciones en Paz zum ersten Mal nach Spanien und hatte danach fünf Sommer lang eine Gastfamilie in Alicante, bei der sie mit 12 Jahren als Pflegekind aufgenommen wurde. Mit 18 verließ sie ihre Pflegefamilie und brach auch den Kontakt mit ihrer leiblichen Familie ab. Sie studierte Computertechnik an der Universität Alicante und arbeitete während der spanischen Finanzkrise 2008 als Kellnerin oder Verkäuferin, wobei Freunde ihr halfen, das Studium zu finanzieren. Nach ihrem Abschluss zog sie nach Madrid und fand dort Arbeit. Sie erhielt ein Darlehen, um einen Master in Big Data und künstlicher Intelligenz an der Universität Madrid zu machen.

### Aktivitäten um den Westsaharakonflikt
Nach dem Ausbruch der Auseinandersetzungen in der Westsahara im Jahr 2020 im Rahmen des Westsaharakonflikts begann Tesh Sidi, sich mehr für ihre Herkunft und die Sache der Sahrauis zu interessieren und sich für das Selbstbestimmungsrecht des sahrauischen Volkes einzusetzen und Politiker und Journalisten darüber zu informieren. Sie übernahm den Vorsitz der sahrauischen Vereinigung in Madrid und gründete gemeinsam mit Itziar Canales die Kommunikationsplattform SaharawisToday, die sich auf den Konflikt spezialisiert hat. Sie nahm als Kongressabgeordnete am 16. Kongress der Frente Polisario teil und berichtete darüber in Spanien.

### Politische Karriere
Tesh Sidi trat auf der Liste von Más Madrid als Nummer 11 für die Regionalwahlen 2023 für das Asamblea de Madrid an, wurde aber von der Wahlkommission von Madrid wegen eines Problems bei der Wählerzählung abgelehnt, bei der sie in Málaga statt in Madrid registriert war. Tesh rechtfertigte sich damit, dass sie „irrtümlich“ in das Register von Málaga eingetragen worden sei, als sie versucht habe, dort ihre Mutter zu registrieren, die nach einem Unfall nach Spanien gekommen sei und bei Tesh Sidis Vater und ihrer Schwester in Málaga habe leben wollen.
Später wurde sie als Nummer drei auf der Wahlliste der Koalition Sumar für Madrid im Namen von Más Madrid angekündigt, was als Unterstützung der pro-sahrauischen Bewegung in Spanien und als Distanzierung von der pro-marokkanischen Position von Pedro Sánchez angesehen wurde. Mit ihrer Wahl war sie die erste Sahraui-Frau, die im spanischen Abgeordnetenhaus vertreten war. Ihre Wahl wurde von der marokkanischen Presse kritisiert und gleichzeitig vom Delegierten der Frente Polisario in Spanien, Abdullah Arabi, begrüßt.

### Privatleben
Im Juni 2022 erhielt Tesh Sidi die spanische Staatsbürgerschaft, nachdem sie 20 Jahre lang ununterbrochen in Spanien gelebt hatte. Sie besitzt auch die Staatsangehörigkeit der Demokratischen Arabischen Republik Sahara, die von Spanien nicht anerkannt wird.

## Belege
1. 1 2 3 4 5  Selena Pizarro: https://www.elsaltodiario.com/elecciones-autonomicas/tesh-sidi-son-muchas-violencias-todo-rato-nunca-deje-vivir-trabajar-madrid Tesh Sidi: “Son muchas violencias todo el rato, nunca dejé de vivir ni trabajar en Madrid” auf elsaltodiario.com, 3. Mai 2023; abgerufen am 14. Dezember 2024.
2. 1 2 3 4 5  Javier Sánchez Salcedo: Tesh Sidi: “Son muchas violencias todo el rato, nunca dejé de vivir ni trabajar en Madrid”, Interview auf mundonegro.es, 29. Dezember 2022; abgerufen am 14. Dezember 2024.
3. ↑  Sarah Babiker: SaharawisToday: contar el Sahara Occidental entre la información y la pedagogía auf elsaltodiario.com, 28. Januar 2023; abgerufen am 14. Dezember 2024.
4. 1 2  Tesh Sidi será la número 3 en las listas de Sumar por Madrid. auf eldiario.es, 9. Juni 2023; abgerufen am 14. Dezember 2024.
5. ↑  Pablo de Cea: Tesh Sidi, la activista saharaui escogida por Yolanda Díaz para marcar distancias con Sánchez. auf infobae.com, 11. Juni 2023; abgerufen am 14. Dezember 2024.